# Брыкин, Борис Владимирович
Борис Владимирович Брыкин (10 октября 1935, Барнаул, Алтайский край, СССР — 25 сентября 2013, Барнаул, Российская Федерация) — советский футболист, нападающий, лучший бомбардир барнаульского «Динамо» за всю историю (168 голов), Мастер спорта СССР (1964).

## Карьера
Воспитанник барнаульского футбола. Играл за местные любительские команды «Красное знамя» и «Спартак», служил в армии, затем выступал за команду Моторного завода, с которой в 1959 году стал чемпионом Алтайского края.
С 1960 года играл за главную команду города — «Темп» (будущее «Динамо»), в дебютном сезоне стал лучшим бомбардиром зонального турнира класса «Б» с 22 голами. В 1961 году перешёл в вильнюсский «Спартак», сыграл 7 матчей в высшей лиге СССР. В том же сезоне Борис Брыкин вернулся в Барнаул, где составил грозный атакующий тандем с Анатолием Федуловым.
В составе барнуальского «Темпа» Борис Брыкин стал победетелем зональных турниров класса «Б» (1963 и 1964). В 1963 году поставил клубный рекорд по результативности за сезон (26 голов), в этом же сезоне забил 5 голов в выездном матче с благовещенским «Амуром» (7:2). Является лучшим бомбардиром клуба за всю историю — 168 голов (159 в первенствах СССР и 9 в Кубке страны) в 226 официальных матчах, стал первым игроком из Сибири, перешагнувшим отметку в 100 голов за карьеру.
В 1962-1964 годах играл за сборную РСФСР.
В 2002 году газета «Алтайская правда» по инициативе футбольного статистика Сергея Кочурова учредила символический клуб Бориса Брыкина для игроков Сибири и Дальнего Востока, забивших более 100 голов в официальных матчах. В последние годы в Барнауле проводится детский турнир на призы Бориса Брыкина.
Борис Брыкин умер 25 сентября 2013 в Барнауле на 78-м году жизни.

## Семья
Родители Владимир Петрович (1910—1943) и Анна Даниловна. Брат Анатолий (р. 1938) также занимался футболом, играл на любительском уровне за барнаульские команды. Сын Владимир.